# إبراهيم جاسم البحوه
إبراهيم جاسم علي البحوه (1936 - 17 مارس 2002 )، دبلوماسي كويتي سابق.
يحمل دورات باللغة الإنجليزية من الجامعة الأمريكية في بيروت بين عامي 1952 و 1953، وحصل على ليسانس الحقوق من جامعة عين شمس في مصر في عام 1961.
شغل منصب مدير الشؤون القانونية والفنية في إدارة الوظائف العامة في وزارة التربية والتعليم من مايو 1961 وحتى 1962، وفي مارس 1963 عُيّن ملحقا دبلوماسيا في وزارة الخارجية الكويتية وشغل منصب نائب القنصل العام في سفارة الكويت بالقاهرة حتى عام 1965، وفي عام 1965 عين نائبا لرئيس قسم الشؤون السياسية في سفارة الكويت في القاهرة ونائبا للمندوب العام الدائم لجامعة الدول العربية وممثلا للكويت في اتفاق الوحدة الاقتصادية والسوق العربية المشتركة حتى عام 1968، وفي عامي 1968 و 1969 انتدب كممثل للهيئة العامة للجنوب والخليج العربي في دبي و أبو ظبي، وفي عام 1969 عُيِّن رئيسا لقسم الشؤون الثقافية بوزارة الخارجية ونائيا لمدير إدارة الصحافة والثقافة في الوزارة حتى عام 1974، وفي عام 1974 عُيِّن سفيرا مقيما للكويت في اليمن حتى عام 1977، وفي عام 1977 عُيِّن سفيرا للكويت لدى الأردن، وفي عام 1987 عُيِّن سفيرا للكويت لدى العراق حتى الغزو العراقي للكويت ، حيث اعتقل أثنائه.